# Смит, Джастис
Джа́стис Смит (англ. Justice Smith; род. 9 августа 1995, Лос-Анджелес, Калифорния, США) — американский актёр.

## Биография
Смит родился в Лос-Анджелесе, штат Калифорния, и является пятым из девяти детей в семье. Его отец — афроамериканец, а мать — итальянка с французскими и канадскими корнями. В 2013 году Смит окончил Школу искусств округа Ориндж.

## Карьера
Смит дебютировал на экране в 2014 году, появившись в двух эпизодах сериала Nickelodeon «Грозная семейка». В 2015 году он исполнил второстепенную роль Маркуса «Радара» Линкольна в фильме «Бумажные города», а с 2016 по 2017 год имел регулярную роль в сериале База Лурмана «Отжиг».
В 2017 году Смит исполнил одну из главных ролей в офф-бродвейской постановке «Йен», за которую получил номинации на премии «Драма Деск» и Люсиль Лортел. В 2018 он имел роль в фильме «Приведение», а также присоединился к франзише «Парк юрского периода», исполнив роль Франклина Уэбба в фильме «Мир юрского периода 2» и «Мир юрского периода: Господство».
В 2019 году Смит сыграл главную роль в фильме «Покемон. Детектив Пикачу», а также появился в постановке пьесы «Мать» Флориана Зеллера. В 2020 году он исполнил главную роль в фильме «Все радостные места».

## Личная жизнь
В июне 2020 года Смит совершил каминг-аут как квир. Он состоит в отношениях с актёром Николасом Эшем.

## Фильмография
| Год       |     | Русское название                         | Оригинальное название                   | Роль                             |
| --------- | --- | ---------------------------------------- | --------------------------------------- | -------------------------------- |
| 2012      | ф   | Палец на спусковом крючке                | Trigger Finger                          | школьник                         |
| 2014      | с   | Мисс Руководство                         | Miss Guidance                           | претендент на роль Гарри Поттера |
| 2014—2015 | с   | Грозная семейка                          | The Thundermans                         | Ангус                            |
| 2015      | ф   | Бумажные города                          | Paper Towns                             | Маркус «Радар» Линкольн          |
| 2016      | кор | Исследование в голубых тонах             | An Exploration in Blue                  | Тео                              |
| 2016—2017 | с   | Отжиг                                    | The Get Down                            | Иезекииль «Зик» Фигеро           |
| 2018      | ф   | Привидение                               | Every Day                               | Джастин                          |
| 2018      | ф   | Мир юрского периода 2                    | Jurassic World: Fallen Kingdom          | Франклин Уэбб                    |
| 2019      | ф   | Покемон. Детектив Пикачу                 | Detective Pikachu                       | Тим Гудман                       |
| 2019      | с   | Пьяная история                           | Drunk History                           | Птолемей XIII                    |
| 2020      | ф   | Все радостные места                      | All the Bright Places                   | Теодор Финч                      |
| 2020      | кор | Сомнение                                 | Query                                   | Джей                             |
| 2021      | мф  | Неисправимый Рон                         | Ronʼs Gone Wrong                        | Марк Уайделл                     |
| 2021      | с   | Поколение                                | Generation                              | Честер                           |
| 2021      | ф   | Вуайеристы                               | The Voyeurs                             | Томас                            |
| 2022      | ф   | Мир юрского периода: Господство          | Jurassic World Dominion                 | Франклин Уэбб                    |
| 2022      | ки  |                                          | The Quarry                              | Райан Эрзалер                    |
| 2023      | ф   | Аферисты                                 | Sharper                                 | Том                              |
| 2023      | ф   | Подземелья и драконы: Честь среди воров  | Dungeons & Dragons: Honor Among Thieves | Симон Аумар                      |
| 2024      | ф   | Я видел свечение телевизора              | I Saw the TV Glow                       | Оуэн                             |
| 2024      | ф   | Американское общество негров-волшебников | The American Society of Magical Negroes | Арен                             |
| 2025      | ф   | Иллюзия обмана 3                         | Now You See Me: Now You Don't           | Чарли                            |

### Театр
| Год  | Название   | Роль    | Место проведения         |
| ---- | ---------- | ------- | ------------------------ |
| 2017 | Yen        | Бобби   | Театр Люсиль Лортель     |
| 2019 | The Mother | Николас | Atlantic Theater Company |

## Награды и номинации
| Год  | Премия                                             | Категория                                            | Номинация за                                                           | Результат | Примечания |
| ---- | -------------------------------------------------- | ---------------------------------------------------- | ---------------------------------------------------------------------- | --------- | ---------- |
| 2017 | Драма Деск                                         | Выдающийся актер, сыгравший главную роль в пьесе     | Yen                                                                    | Номинация | [ 13 ]     |
| 2017 | Премия Люсиль Лортель                              | Выдающийся актер, сыгравший главную роль в пьесе     | Yen                                                                    | Номинация | [ 13 ]     |
| 2021 | Black Reel Awards                                  | Лучший актер второго плана в комедийном сериале      | Поколение                                                              | Номинация | [ 14 ]     |
| 2021 | Pena de Prata                                      | Лучший актер второго плана в комедии                 | Поколение                                                              | Номинация | [ 15 ]     |
| 2022 | The Queerties                                      | Любимое телевизионное представление                  | Поколение                                                              | Номинация | [ 16 ]     |
| 2023 | New York Game Awards                               | Премия "Великий белый путь" за лучшую актерскую игру | The Quarry                                                             | Номинация | [ 17 ]     |
| 2024 | Variety & Золотой глобус Премия "Прорыв художника" | Награда за прорыв                                    | Я видел свечение телевизора / Американское общество негров-волшебников | Honoree   | [ 18 ]     |
| 2024 | Astra Midseason Movie Awards                       | Лучший актер                                         | Я видел свечение телевизора                                            | Номинация | [ 19 ]     |
| 2024 | Готэм                                              | Выдающиеся игра                                      | Я видел свечение телевизора                                            | Номинация | [ 20 ]     |
| 2024 | Премия «Независимый дух»                           | Выдающиеся игра                                      | Я видел свечение телевизора                                            | Номинация | [ 21 ]     |
| 2024 | Награды Ассоциации киножурналистов штата Индиана   | Выдающиеся игра                                      | Я видел свечение телевизора                                            | Номинация | [ 22 ]     |